# 湾子镇
湾子镇，是中华人民共和国陕西省西安市高陵区一个已撤销的乡级行政区，2015年，陕西省民政厅批复同意撤销湾子镇，将其所辖行政区域划归通远街道。